# Дом В. Л. Ажгихина
Дом В. Л. Ажгихина — здание в историческом центре, в Вахитовском районе г. Казани, построенное в середине XIX века. Является объектом культурного наследия регионального (республиканского) значения. Расположено по адресу улица Пушкина, дом 38.

## Описание
Угловое трехэтажное здание было построено в стиле эклектики с использованием в решении центральной части уличного фасада элементов барочной и классицистической архитектуры.

## История
Первые архивные упоминания собственно об объекте культурного наследия, известном сейчас как «Дом В. Л. Ажгихина», относятся к 1856 году, когда к «существующему каменному двухэтажному дому гражданки Анны Маргариты Крейден, в 4-й части города Казани по улице Лядской и Николаевской площади в квартале каменных строений» по проекту архитектора А. И. Песке была возведена двухэтажная пристройка с отдельными входами со стороны Николаевской площади и со двора.
Следующие сведения об объекте исследования относятся к 1868 году. С этого времени и по 1874 год имущество принадлежало наследникам Крейден, с 1874 по 1880 — мещанке Александре Тимофеевне Кукаркиной, с 1880 по 1892 годы — казанской цеховой Аделаиде Александровне Беренс. В 1893 году собственником имущества стал купец Федор Иванович Беренс, затем с 1903 года по 1906 год домом владели его наследницы.
С 1906 по 1916 годы дом принадлежал сарапульскому купцу (по иным сведениям — мещанину) Василию Лукичу Ажгихину. Именно при нём усадьба приобрела знакомый нам вид, и именно его фамилия вошла в историю, будучи зафиксирована в названии памятника, а, возможно, и на его главном фасаде в виде букв «В» и «А» в поле лепной розетки, расположенной между вторым и третьим этажами по центру раскрепованной части. Возможно, а не наверняка, потому что по стечению обстоятельств начальные буквы имени и фамилии владельца дома совпадают с начальными буквами имени и фамилии предположительного автора проекта — архитектора В. П. Александрова.
Начиная с середины 19-го века дом был доходным, что подтверждается оценочными табелями на имущество и проектными планировками 1856 и 1888 годов, где прочитываются отдельные квартиры с изолированными входами и самостоятельными кухнями. В советские времена квартиры были с легкостью приспособлены под многоквартирное жилье без существенных изменений планировки разрушительно сказавшиеся на многих иных объектах, и дом В. Л. Ажгихина сохранил в значительной мере своё проектное назначение — многоквартирное жилье с торговой функцией по первому этажу, и, как следствие, первоначальную планировку и внешний облик.

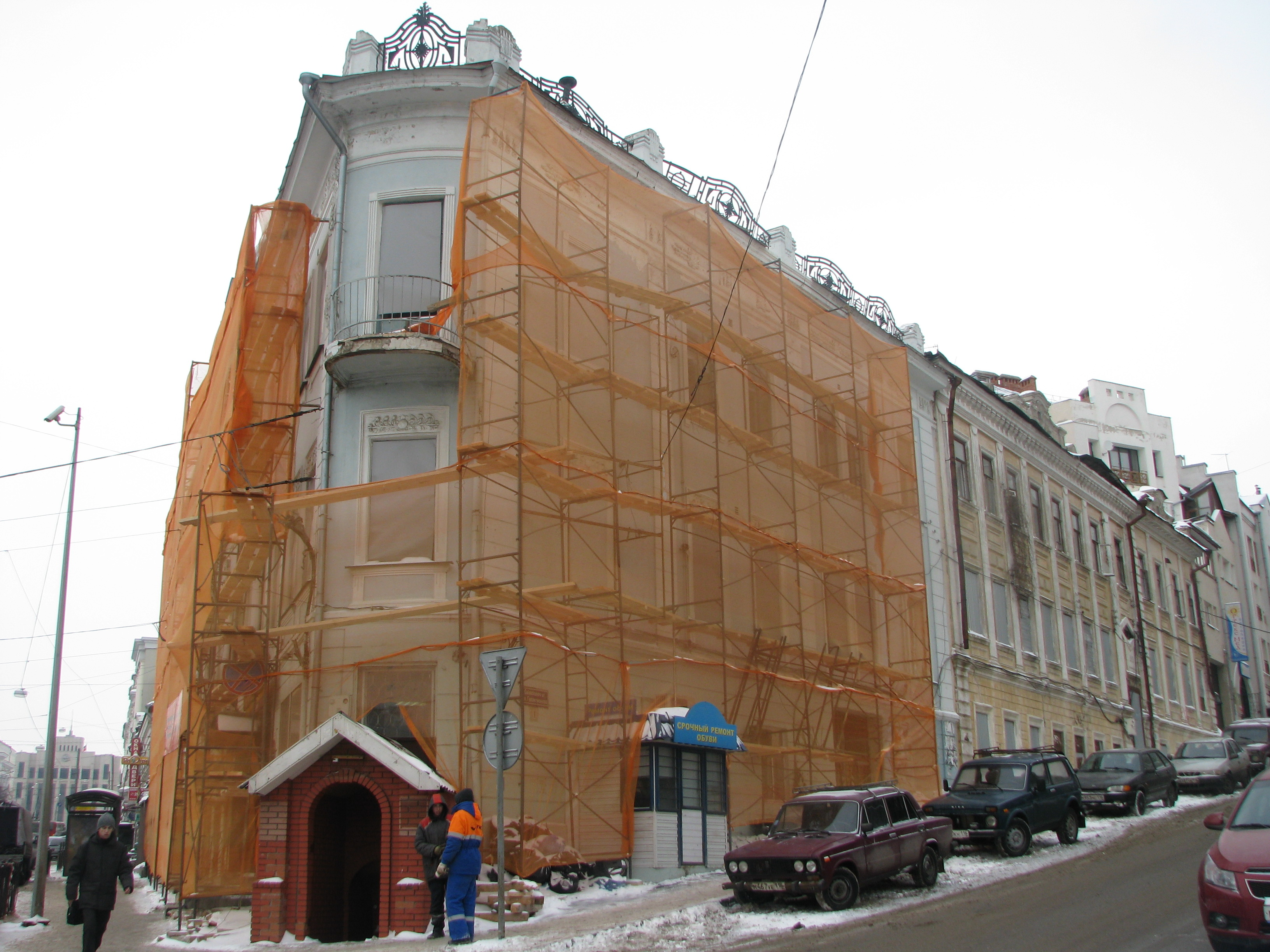
Дом В. Л. Ажгихина в начале реставрации, 2012

1990-е годы и начало XXI века оказались к усадьбе более безжалостными. Помимо утраты таких декоративных деталей, как кованые навесы и парапетное ограждение домов по улице Галактионова, одна из центральных розеток, покрытие ступеней и площадок парадной лестницы главного дома и практически весь внутренний декор, отселенный и бесхозный объект лишился многих конструктивных элементов и даже отдельных строений.
Именно в таком плачевном виде в начале 2012 года здание было передано Инвестиционной группе компаний ASG в рамках государственно-частного партнерства между Мэрией Казани и Инвестиционной группой компаний ASG для совместной деятельности по развитию казанской агломерации и участии ASG в работе по восстановлению и реконструкции исторического центра города, заключенного 16 февраля 2012 года
В настоящее время закончена реставрация фасада, идет работа над внутренними интерьерами здания.

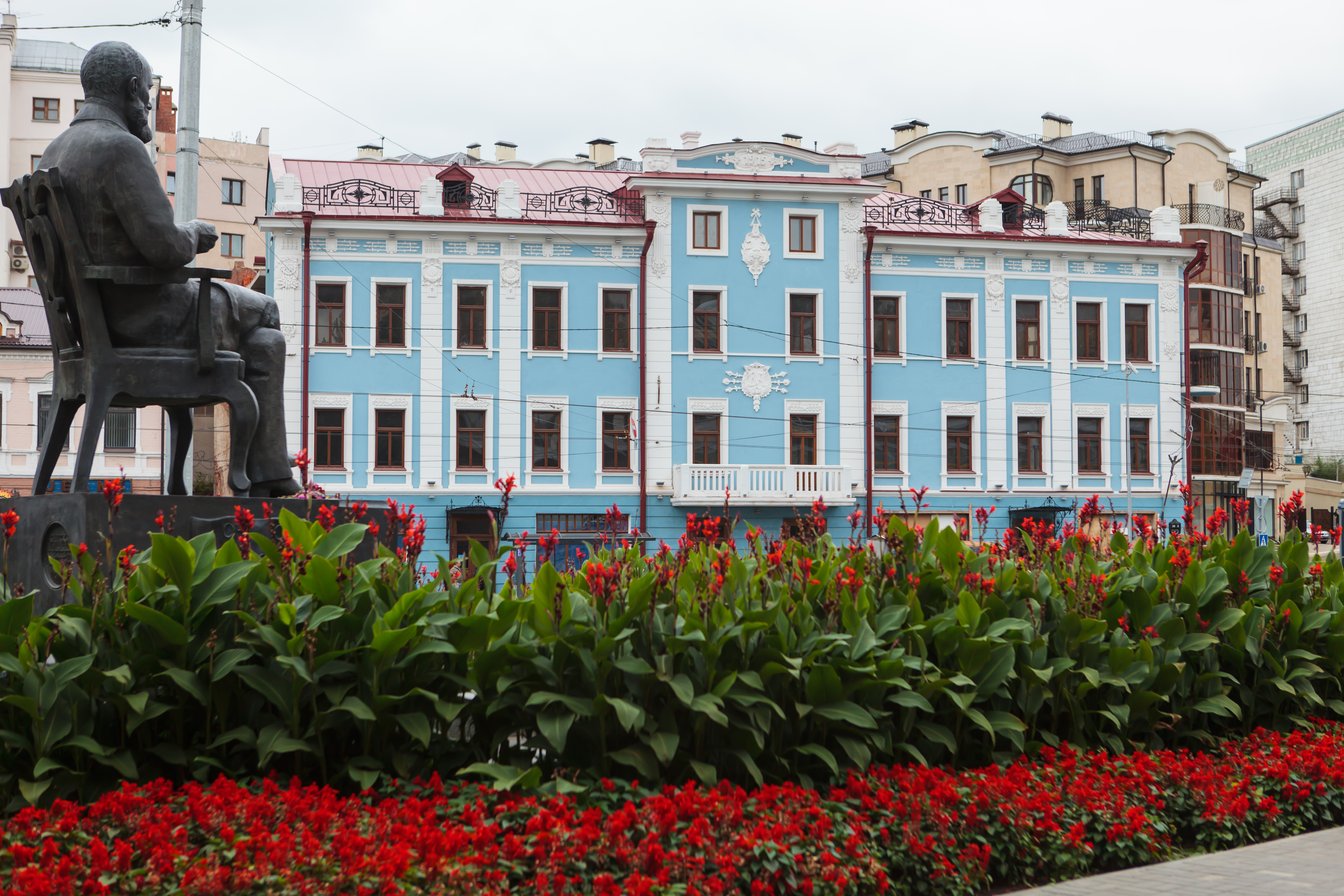
Дом В. Л. Ажгихина после реставрации фасадов, 2013